# Memphis Grizzlies

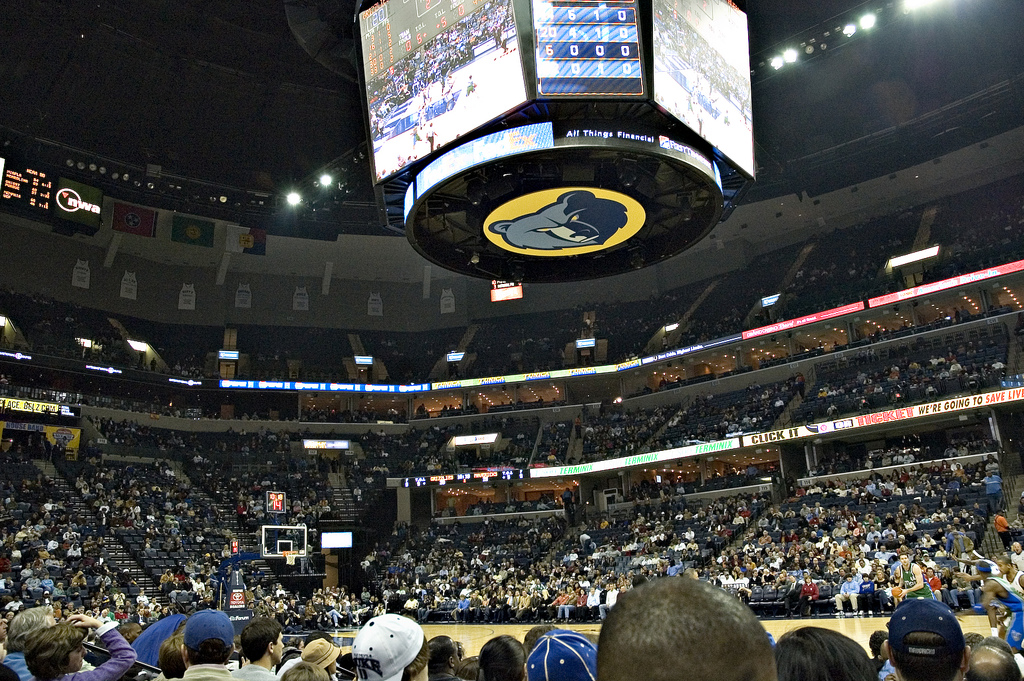
Aréna FedEx Forum v Memphisu, kde hrají Memphis Grizzlies

Memphis Grizzlies je basketbalový tým hrající severoamerickou ligu National Basketball Association. Patří do Jihozápadní divize Západní konference NBA. Tým byl založen roku 1995 pod názvem Vancouver Grizzlies, od stěhování v roce 2001 nosí svůj současný název.
Za svou krátkou historii nedosáhli Grizzlies v NBA žádného výraznějšího úspěchu (jako divizního nebo konferenčního titulu, popřípadě titulu vítěze NBA).

## Statistika týmu v NBA
| Sezóna              | Výhry               | Prohry              | %                   | Účast v play-off                                     | Výsledky v play-off                                                      |
| Vancouver Grizzlies | Vancouver Grizzlies | Vancouver Grizzlies | Vancouver Grizzlies | Vancouver Grizzlies                                  | Vancouver Grizzlies                                                      |
| ------------------- | ------------------- | ------------------- | ------------------- | ---------------------------------------------------- | ------------------------------------------------------------------------ |
| 1995–96             | 15                  | 67                  | 18,3                |                                                      |                                                                          |
| 1996–97             | 14                  | 68                  | 17,1                |                                                      |                                                                          |
| 1997–98             | 19                  | 63                  | 23,2                |                                                      |                                                                          |
| 1998–99             | 8                   | 42                  | 16,0                |                                                      |                                                                          |
| 1999–2000           | 22                  | 60                  | 26,8                |                                                      |                                                                          |
| 2000–01             | 23                  | 59                  | 28,0                |                                                      |                                                                          |
| Memphis Grizzlies   |                     |                     |                     |                                                      |                                                                          |
| 2001–02             | 23                  | 59                  | 28,0                |                                                      |                                                                          |
| 2002–03             | 28                  | 54                  | 34,1                |                                                      |                                                                          |
| 2003–04             | 50                  | 32                  | 61,0                | První kolo                                           | 0:4 San Antonio Spurs                                                    |
| 2004–05             | 45                  | 37                  | 54,9                | První kolo                                           | 0:4 Phoenix Suns                                                         |
| 2005–06             | 49                  | 33                  | 59,8                | První kolo                                           | 0:4 Dallas Mavericks                                                     |
| 2006–07             | 22                  | 60                  | 26,8                |                                                      |                                                                          |
| 2007–08             | 22                  | 60                  | 26,8                |                                                      |                                                                          |
| 2008–09             | 24                  | 58                  | 29,3                |                                                      |                                                                          |
| 2009–10             | 40                  | 42                  | 48,8                |                                                      |                                                                          |
| 2010–11             | 46                  | 36                  | 56,1                | První kolo Konferenční semifinále                    | 4:2 San Antonio Spurs 3:4 Oklahoma City Thunder                          |
| 2011–12             | 41                  | 25                  | 62,1                | První kolo                                           | 3:4 Los Angeles Clippers                                                 |
| 2012–13             | 56                  | 26                  | 68,3                | První kolo Konferenční semifinále Konferenční finále | 4:2 Los Angeles Clippers 4:1 Oklahoma City Thunder 0:4 San Antonio Spurs |
| 2013–14             | 50                  | 32                  | 61,0                | První kolo                                           | 3:4 Oklahoma City Thunder                                                |
| 2014–15             | 55                  | 27                  | 67,1                | První kolo Konferenční semifinále                    | 4:1 Portland Trail Blazers 2:4 Golden State Warriors                     |
| 2015–16             | 42                  | 40                  | 51,2                | První kolo                                           | 0:4 San Antonio Spurs                                                    |
| 2016–17             | 43                  | 39                  | 52,4                | První kolo                                           | 2:4 San Antonio Spurs                                                    |
| 2017–18             | 22                  | 60                  | 26,8                |                                                      |                                                                          |
| 2018–19             | 33                  | 49                  | 40,2                |                                                      |                                                                          |
| 2019–20             | 34                  | 39                  | 46,6                |                                                      |                                                                          |
| 2020–21             | 38                  | 34                  | 52,8                | Play-in První kolo                                   | 100:96 San Antonio Spurs 117:112 Golden State Warriors 1:4 Utah Jazz     |
| 2021–22             | 56                  | 26                  | 68,3                | První kolo Konferenční semifinále                    | 4:2 Minnesota Timberwolves 2:4 Golden State Warriors                     |
| 2022–23             | 51                  | 31                  | 62,2                | První kolo                                           | 2:4 Los Angeles Lakers                                                   |
| 2023–24             | 27                  | 55                  | 32,9                |                                                      |                                                                          |
| Celkem              | 998                 | 1313                | 43,2                |                                                      |                                                                          |
| Play-off            | 37                  | 60                  | 38,1                |                                                      |                                                                          |